# 1973
Évszázadok: 19. század – 20. század – 21. század
Évtizedek: 1920-as évek – 1930-as évek – 1940-es évek – 1950-es évek – 1960-as évek – 1970-es évek – 1980-as évek – 1990-es évek – 2000-es évek – 2010-es évek – 2020-as évek
Évek: 1968 – 1969 – 1970 – 1971 –  1972 – 1973 – 1974 – 1975 – 1976 – 1977 – 1978

## Események

### Január
- január 1.
  - Megalakul a Hortobágyi Nemzeti Park.
  - Magyarországon bevezetik a postai irányítószámok használatát.
  - Dánia, Írország és az Egyesült Királyság az Európai Gazdasági Közösség tagja lesz.[1]
- január 5. – Magyarország 5 millió forint gyorssegélyt nyújt a Vietnámi Demokratikus Köztársaságnak.
- január 7. – A balassagyarmati túszdráma: két felfegyverzett testvér a Geisler Eta Leánykollégiumban túszul ejt 20 fiatalkorú lányt és öt napig fogságban tartja őket. Ez volt az első ilyen incidens Magyarországon.
- január 8. – Átlagosan 28%-kal emelkednek a tej- és tejtermékárak Magyarországon.
- január 11. – Bemutatják a Petőfi Sándor születésének 150. évfordulójára készült Petőfi ’73 c. filmet.
- január 14. – A világon először Elvis Presley koncertjét közvetítik műholdon keresztül. Az Aloha From Hawaii című, Hawaii-ról sugárzott koncertet közel 2 milliárd ember látja.
- január 15. – Az Egyesült Államok beszünteti a katonai akciókat Észak-Vietnám ellen.
- január 24. – Magyarországot felkérik, hogy vegyen részt az ENSZ Dél-vietnámi Nemzetközi Felügyelő és Ellenőrző Bizottságában.
- január 27. – Párizsban az Amerikai Egyesült Államok és Vietnám képviselői aláírják a békeszerződést, mely lehetővé tette, hogy az USA méltósággal kivonuljon Dél-Vietnámból, s ugyanakkor – korlátozásokkal – továbbra is támogathassa.[2]
- január 31. – A NATO és a Varsói Szerződés 19 tagállama előzetes tárgyalásokat kezd Bécsben a haderők csökkentéséről.[1]

### Február
- február 21.
  - Izraeli vadászgépek lelőnek egy eltévedt líbiai utasszállító repülőgépet a megszállt Sínai-félsziget fölött, 113 halálos áldozatot követelve.
  - Laoszban a heves harcok közepette kezdett tárgyalások fegyverszünet aláírására vezetnek a Patet Lao nemzeti felszabadítási mozgalom és a kormány között.
- február 26. – Magyar gazdasági küldöttség kezd tárgyalásokat Kanadában és az USA-ban. Több mint két évtizede nem járt ilyen magas rangú küldöttség Észak-Amerikában.
- február 28. – A lengyelországi Szczecin közelében, repülőgép-szerencsétlenség következtében életét veszti a lengyel és a csehszlovák belügyminiszter, valamint kíséretük tagjai.

### Március
- március 1. – A Fekete Szeptember nevű arab terrorista szervezet tagjai megszállják Szaúd-Arábia kartúmi követségét.
- március 2. – A bolíviai La Pazban letartóztatják Klaus Altmann üzletembert, aki a II. világháború idején Klaus Barbie néven Lyon város Gestapo-főnöke volt (a lyoni hóhér).
- március 8. – Észak-Írországban népszavazáson a lakosság 98%-a úgy dönt, hogy továbbra is Nagy-Britanniához kíván tartozni.
- március 15. – A hivatalos ünnepségeken kívül középiskolás és egyetemista diákok tüntetnek Budapesten, a Váci utcában és környékén. A "nacionalista tüntetés" miatt a rendőrség 41 tüntetőt előállít.
- március 19–20. – Az MSZMP Központi Bizottságának kultúrpolitikai munkaközössége határozatot hoz az „antimarxista, jobboldali, revizionista” Lukács-iskola ellen.
- március 22. – A csehszlovák szövetségi gyűlés ismét Ludvík Svobodát választja köztársasági elnökké.[3]
- március 29. – Elhagyja az utolsó amerikai katona Vietnámot.

### Április
- április 1. – Létrehozzák az Országos Testnevelési és Sporthivatalt.
- április 4. – A kambodzsai baloldali erők, a vörös khmerek ostromgyűrűbe zárják Kambodzsa fővárosát, Phnom Penht. Az amerikaiak 10-én légihidat létesítenek a főváros ellátására.
- április 6. – Dél-Dakotában sziú indiánok tiltakoznak a rezervátumokban uralkodó állapotok ellen. 37 napi megszállás után kiürítik Wounded Knee-t, ahol 1890-ben az indiánok utolsó tömeges mészárlására került sor.
- április 7. – A Nemzetközi Ellenőrző és Felügyelőbizottság katonai megfigyelőit Huếból Lao Bao-ba szállító helikoptert rakétatalálat éri és lezuhan, ekkor veszti életét Dylski Aurél határőr őrnagy és Cziboly Csaba tartalékos százados.
- április 10. – A Bejrútban és Szidonban végrehajtott izraeli kommandóakció során megölik a palesztin mozgalom három vezetőjét; Száeb Szalim libanoni miniszterelnök lemond, Libanon panaszt nyújt be az ENSZ-hez.
- április 30. – A Watergate-ügy miatt Washingtonban lemond Richard Kreindienst amerikai igazságügy-miniszter.

### Május
- május 7. – Tárgyalások kezdődnek Csehszlovákia és az NSZK között a kapcsolatok normalizálásáról.[4]
- május 11.
  - Felavatják az Állandó Haditengerészeti Köteléket a Csatorna Főparancsnokság (STANAVFORCHAN) alárendeltségében.[1]
  - A Bundestag elfogadja az NSZK és az NDK alapszerződését.[5]
- május 17. – Megkezdi munkáját a Watergate-ügy kivizsgálására alakult szenátusi bizottság.
- május 25. – A NASA Föld körüli pályára juttatja a Skylab-1 űrlaboratóriumot.

### Június
- június 1. – Görögország köztársasággá alakul.
- június 7. – Willy Brandt az első német szövetségi kancellár, aki Izraelbe látogat.
- június 13. – 13 évre szóló gazdaságfejlesztési tervet fogadnak el Jugoszláviában.[6]
- június 18. – Brezsnyev egyhetes látogatást kezd az Egyesült Államokban. Aláír több egyezményt, köztük az atomháború elkerüléséről,[7] a SALT-II. tárgyalások gyorsításáról szóló dokumentumot.
- június 20. – 17 évi emigráció után hazatér Argentínába Juan Perón, volt köztársasági elnök.
- június 29. – Chile fővárosában, Santiagóban jobboldali puccskísérlet zajlik le, sikerét a hadsereg akadályozza meg.
- június 30. – Magyarország csatlakozik az általános Kereskedelmi és Vámegyezményhez a GATT-hoz.

### Július
- július 3–7. – Helsinkiben 33 európai ország, valamint az Egyesült Államok és Kanada részvételével lezajlik az európai biztonsági és együttműködési értekezlet első szakasza,[1] Magyarországot Péter János külügyminiszter képviseli.
- július 10–13. – Kádár János Jugoszláviában tárgyal.
- július 17. – Mohammad Daud Hán vezetésével államcsínyt hajtanak végre Zahir afgán sah ellen.[8]
- július 28. – Csíkszeredában felavatják Nagy Imre festő emlékházát.[9]
- július 31.–augusztus 2. – Kurt Waldheim ENSZ-főtitkár csehszlovákiai látogatása.[10]

### Augusztus
- augusztus 18. – Az amerikaiak 44%-át nem győzi meg Nixon elnök Watergate-magyarázata.
- augusztus 29. – Elsüllyed a telefonkábelt fektető Pisces III mélytengeri tengeralattjáró.
- szeptember 1. – A csehszlovákiai Liptószentmiklóson megkezdi működését a Csehszlovák–Szovjet Barátság Katonai Műszaki Főiskola, amelynek szervezetébe integrálják a már működő katonai középiskolát is; ugyanakkor Kassán megalakul a Szlovák Nemzeti Felkelés Légierő Katonai Akadémia, Turócszentmártonon a Katonai Vezetési és Műszaki Főiskola, valamint a Hadtáp és Technikai Biztosítás Katonai Főiskola Zsolnán.[11]

### Szeptember
- szeptember 3. – Nixon elnök Henry Kissingert nevezi ki külügyminiszternek.
- szeptember 11. – Chilében katonai puccs megdönti Salvador Allende szocialista elnök rendszerét,[12] az államfőt meggyilkolják.[13]
- szeptember 14. – Chilében Augusto Pinochet tábornok irányításával kezdetét veszi a katonai kormányzás. (Számos ellenzékit agyonlőnek, másokat megkínoznak.)[13]
- szeptember 18. – Mindkét német állam az ENSZ tagja lesz.

### Október
- október 6. – Egyiptom és Szíria megtámadja Izraelt, ezzel kezdetét veszi a negyedik arab-izraeli háború, a jom kippuri háború.[14]
- október 17. – Az Arab Olajexportáló Országok Nemzetközi Szervezete az akkor zajló jom kippuri háború okán olajembargót jelentett be, mely hatására kirobbant az 1973-as olajválság.
- október 23–26. – Gustáv Husák csehszlovák pártfőtitkár látogatása jele az 1968 óta rossz jugoszláv-csehszlovák viszony javulásának.[15]

### November
- november 7. – Az Egyesült Államokban életbe lép az a – Kongresszus mindkét házában jóváhagyott, az úgynevezett háborúindítás jogáról szóló – törvény, amely előírja, hogy ha a Fehér Ház ura főparancsnoki jogával élve katonák bevetéséről dönt, 48 órán belül köteles tájékoztatást adni a célról és a tervezett időtartamról a képviselőház elnökének és a szenátus ideiglenes (pro tempore) elnökének.[16]
- november 11. – Aláírják az egyiptomi-izraeli fegyverszünetet.
- november 14. – Az Egyesült Királyságban Anna brit királyi hercegnő hozzámegy Mark Phillips kapitányhoz a Westminsteri apátságban (1992-ben elváltak).
- november 26.
  - Mauritánia az Arab Liga tagja lesz.
  - Elkezdődik az Arab Liga kétnapos ülése, amelyen a palesztin ügy egyetlen képviselőjének a Palesztinai Felszabadítási Szervezetet ismerik el.

### December
- december 11. – Csehszlovákia és az NSZK képviselői Prágában szerződést írnak alá a két ország közötti viszony normalizálásáról. (A szerződés leglényegesebb pontja a diplomáciai kapcsolatok felvétele és az 1938-as müncheni szerződés semmissé nyilvánítása.)[17]
- december 14. – Péter Jánost Puja Frigyes váltja a külügyminiszteri székben.[18]
- december 20. – Bombamerénylet következtében meghal Luis Carreró Blanco spanyol miniszterelnök. (A merényletért az ETA baszk titkos szervezet vállalja a felelősséget.)[19]
- december 18. – VI. Pál pápa üresnek nyilvánítja az esztergomi érseki széket, és Mindszenty József bíboros-hercegprímást nyugállományba helyezi.[20]
- december 21. – A Német Szövetségi Köztársaság diplomáciai kapcsolatot létesít Bulgáriával és Magyarországgal.[21]
- december 31. – Megszűnik a forgalom a Cegléd-Tiszajenő-Vezseny közötti 32 km-es keskeny nyomtávú vasútvonalon.

### Határozatlan dátumú események
- május – Jugoszlávia jelentős kölcsönöket kap nyugati bankoktól a vasutak modernizálására.[22]
- az év folyamán – Az Országos Vízügyi Hivatal létrehozza a Magyar Vízügyi Múzeumot.[23]

## Az év témái

### 1973 a filmművészetben
- március 26. – Oscar-díjat nyer A Keresztapa című film.

### 1973 a közlekedésben
- Buda, Pest és Óbuda egyesítésének centenáriumára felújítják és korszerűsítik a budai Váralagutat.
- Megkezdődik az Ikarus 280-as autóbusz sorozatgyártása, mely a '70-es és '80-as években a világ csuklós autóbusz termelésének a ⅔-át tette ki.

### 1973 a légi közlekedésben
- február 19. – Prága Ruzyne repülőterén leszállás közben szerencsétlenség éri az Aeroflot szovjet légitársaság TU-154-es utasszállító gépét. A 100 utas közül 34-en túlélik a katasztrófát.

### 1973 a sportban
- Jackie Stewart (Tyrrell) megnyeri harmadik Formula–1-es világbajnoki címét, majd a szezon végén visszavonul.
- május 28. – Az Indy 500-at lefújják, miután 12 autó összetörik
- A Újpesti Dózsa nyeri az NB1-et. Ez a klub 14. bajnoki címe.

### 1973 a tudományban
- április 3. – Martin Cooper egy modern – bár meglehetősen nehéz – hordozható készülékkel kezdeményezi az első mobilhívást. (Az első mobilhívás indításakor Cooper a Motorola Kommunikációs Divíziójának igazgatója volt.)

### 1973 a vasúti közlekedésben
- január 30. – Helvécia és Kecskemét-alsó vasútállomás között évek óta a legsúlyosabb közlekedési baleset történik, amikor egy sorompó nélküli vasúti átjáróban a személyvonat a Volán autóbuszával ütközik, 35 ember életét veszti.
- Felújítják a budapesti fogaskerekű vasút teljes pályáját és új fogaskerekű szerelvényeket vezetnek be.

### 1973 a zenében
- január 5. – Az amerikai Aerosmith rockegyüttes kiadja debütáló albumát.
- felbomlik az Illés-együttes
- megalakul az AC/DC együttes
- megalakul a KISS együttes
- megalakul a The Rubettes együttes

#### Fontosabb külföldi nagylemezek
- Black Sabbath: Sabbath Bloody Sabbath (december)
- Billy Joel: Piano Man
- Bee Gees: Life in a Tin Can
- Carole King: Fantasy
- Cher: Bittersweet White Light / Half-Breed
- King Crimson: Larks' Tongues in Aspic
- David Bowie: Aladdin Sane
- Deep Purple: Who Do We Think We Are
- The Beach Boys: Holland
- Fleetwood Mac: Penguin / Mystery to Me
- Frank Sinatra: Ol’ Blue Eyes is Back
- Elvis Presley: Aloha From Hawaii
- The Carpenters: Now & Then
- Emerson, Lake & Palmer: Brain Salad Surgery
- Elvis Presley: Elvis / Raised on Rock / For Ol' Times Shake
- The Jackson 5: Skywriter / G.I.T.: Get It Together
- Ike & Tina Turner: Let Me Touch Your Mind / Nutbush City Limits
- Genesis: Selling England by the Pound
- Jethro Tull: A Passion Play (július 6.)
- Elton John: Goodbye Yellow Brick Road
- Led Zeppelin: Houses of the Holy (március 28.)
- John Lennon: Mind Games
- Mike Oldfield: Tubular Bells (május 25.)
- Michael Jackson: Music & Me
- Pink Floyd: The Dark Side of the Moon (március 24.)
- Suzi Quatro: Suzi Quatro
- Sonny & Cher: Mama Was a Rock and Roll Singer, Papa Used to Write All Her Songs
- Queen: Queen (július 13.)
- The Rolling Stones: Goats Head Soup
- REO Speedwagon: Ridin' the Storm Out
- Bruce Springsteen: Greetings from Asbury Park, N.J.
- Wings: Band on the Run
- The Who: Quadrophenia
- Yes: Tales from Topographic Oceans
- George Harrison: Living in the Material World
- Paul McCartney: Band on the Run

#### Fontosabb magyar nagylemezek
- Bergendy-együttes: Hétfő
- Generál: Staféta
- Halász Judit: Kép a tükörben
- Illés-együttes: Ne sírjatok, lányok
- Frank Sinatra: Az én utam
- Koncz Zsuzsa: Jelbeszéd
- Zalatnay Sarolta: Sarolta Zalatnay / Hadd mondjam el
- Locomotiv GT: Bummm!
- Omega: Omega V.
- Szörényi Levente: Utazás
- Képzelt riport egy amerikai popfesztiválról

## Születések

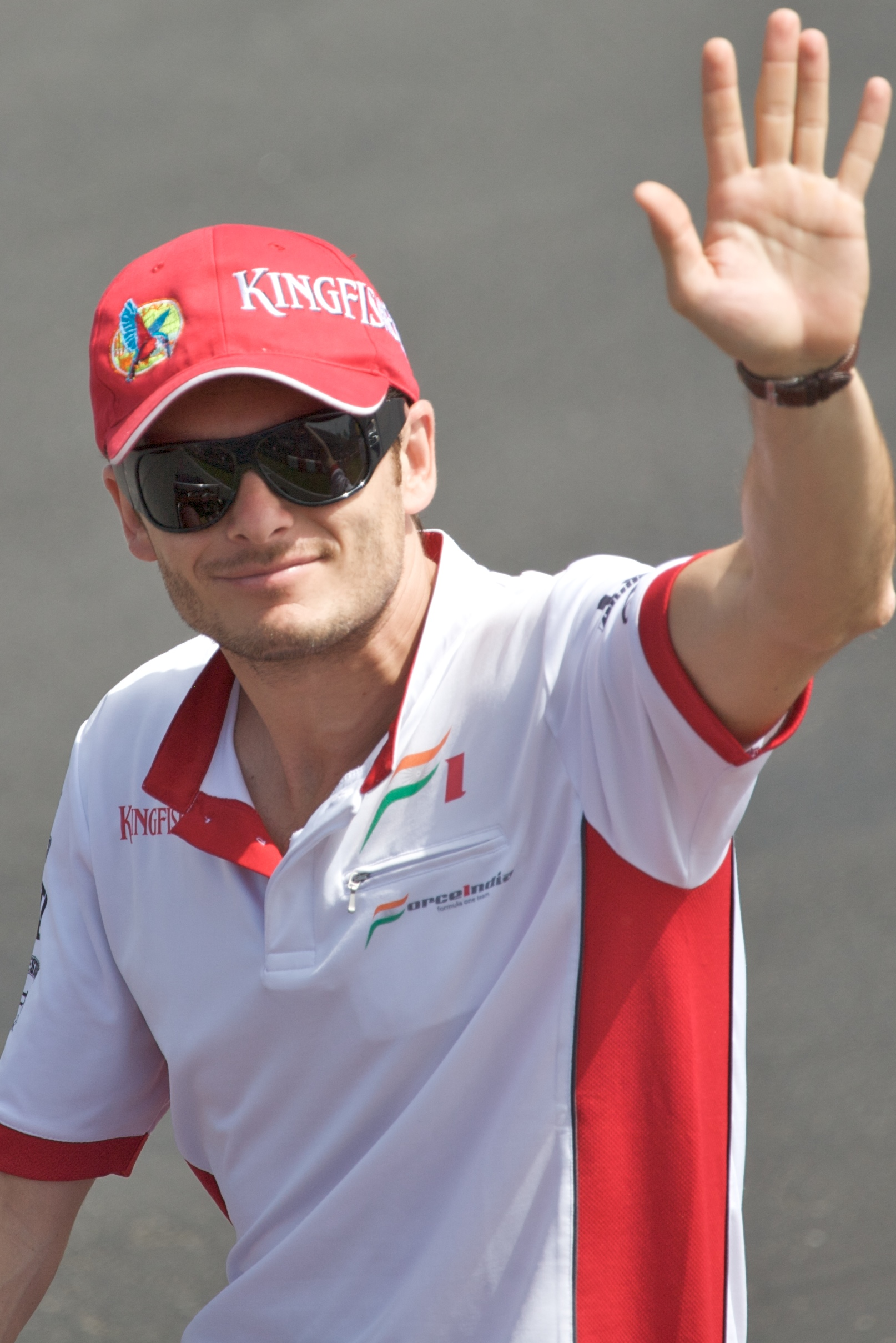
Giancarlo Fisichella

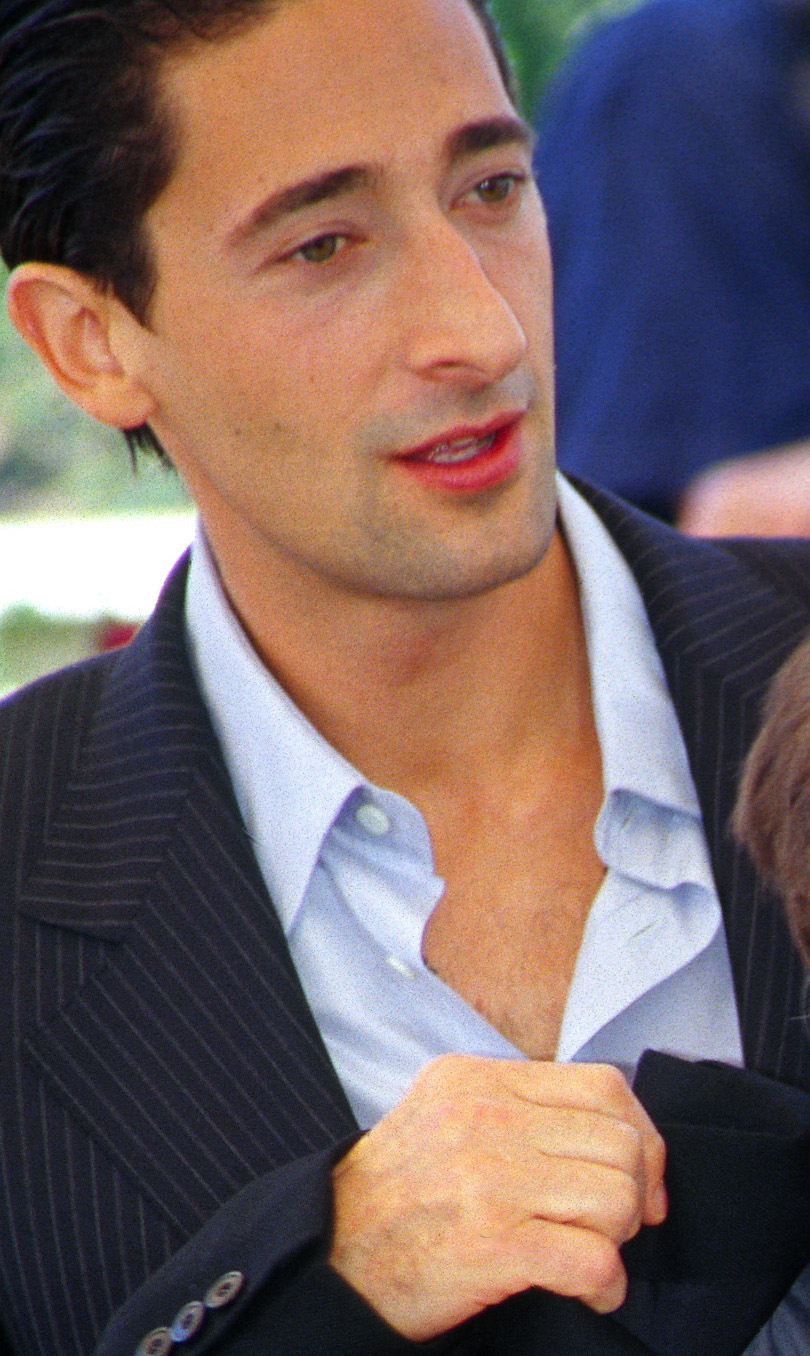
Adrien Brody

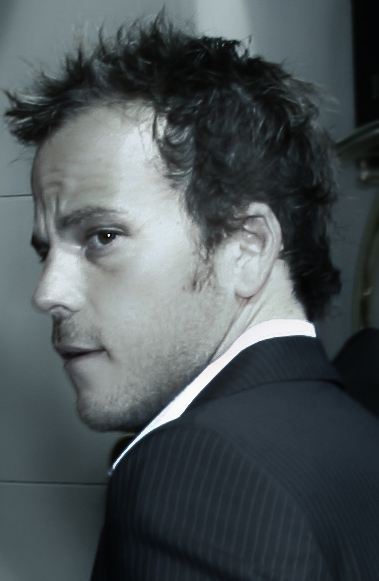
Stephen Dorff

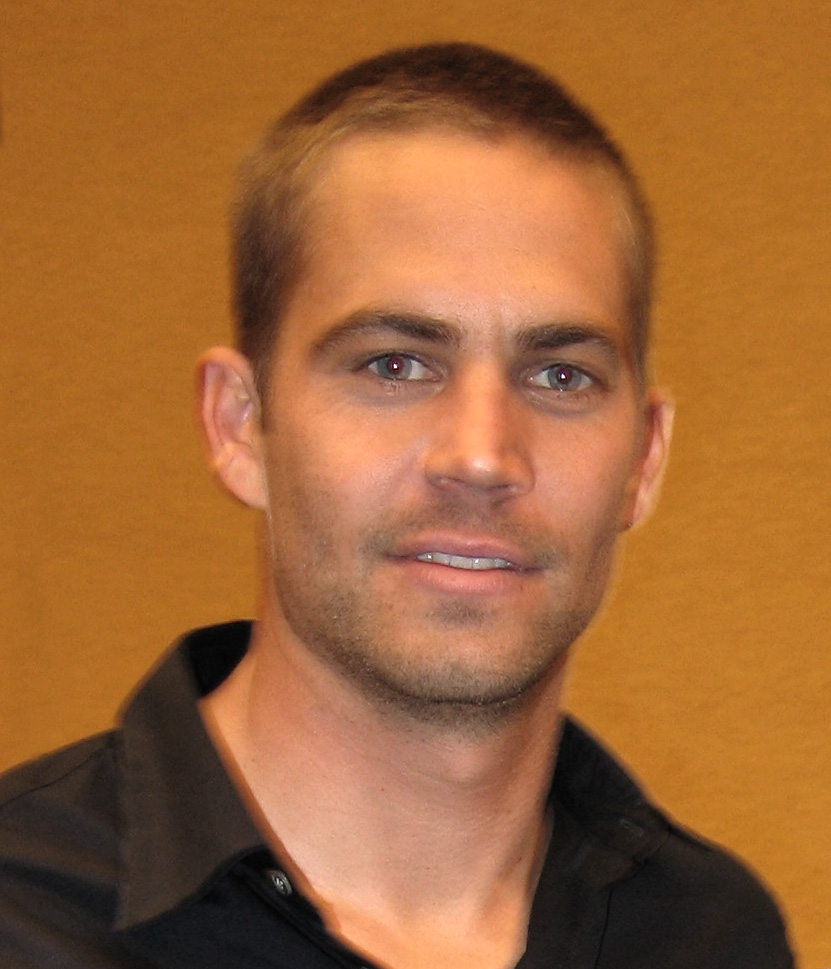
Paul Walker

- január 4. – Greg de Vries, kanadai jégkorongozó
- január 14. – Giancarlo Fisichella, olasz autóversenyző, Formula–1-es pilóta
- február 23. – Papp Gergely, producer, riporter
- február 24. – Jordan Jovcsev, bolgár tornász
- március 3. – Matthew Marsden amerikai színész
- március 14. – Jónás Tamás magyar költő, író
- március 23. – Radulovics Bojana, válogatott kézilabdázó
- március 26. – Széles Tamás, magyar színész, szinkronszínész, díszlettervező, ókatolikus lelkész
- április 2. – Roselyn Sánchez, énekes, dalszerző, modell, színésznő, producer és író
- április 3. – Jamie Bamber, angol színész
- április 4. – Varga Izabella, magyar színész
- április 14. – Adrien Brody amerikai színész
- április 24. – Szacsin Tendulkar, indiai krikettező
- május 19. – Kovács Áron, magyar zenész, műsorvezető
- május 22. – Nikolaj Lie Kaas, dán színész
- június 10. - Herczeg Tamás, kulturális menedzser, a színháztudományok doktora
- június 14. - Ágoston Benedek, zenész (nem ismert)
- június 18. – Eddie Cibrian, amerikai színész
- június 18. – Alexandros Papadimitriou, görög kalapácsvető
- június 20. – Tom Wlaschiha, német színész
- július 4. – Orbán János Dénes, író, költő
- július 6. – William Lee Scott, amerikai színész
- július 6. – Czuczor András, magyar közgazdász
- július 10. – Kontur András, magyar szobrász
- július 15. – Brian Austin Green, amerikai színész
- július 15. – Liptai Claudia színész
- július 29. – Stephen Dorff, amerikai színész
- augusztus 2. Ullmann Mónika színésznő
- augusztus 12. – Muktada asz-Szadr, az iraki Mahdi hadseregének vezetője
- augusztus 18. – Teremi Trixi magyar színész
- augusztus 23. – Csóka Bálint, programozó, terepfutó, úszó, Ajka Ásza 1991
- augusztus 24. – Ele Keats (Elemy Georgescu) román származású amerikai színművész, modell és ékszertervező
- szeptember 5. – Rose McGowan, színésznő
- szeptember 12. – Paul Walker, amerikai színész († 2013)
- szeptember 13. – Kerekes Zsombor délvidéki születésű magyar válogatott labdarúgó
- szeptember 14. – Pavel Novotný, cseh labdarúgó
- szeptember 18. – James Marsden, amerikai színész
- szeptember 25. – Gyurin Zsolt színész
- október 1. - Mark Ronchetti politikus Új Mexikóban
- október 6. – Szekeres Adrien magyar énekes
- október 7. – Sami Hyypiä finn labdarúgó
- október 7. – Grigol Mgaloblisvili, grúz diplomata és politikus, Grúzia miniszterelnöke
- október 19. – Nyári Szilvia magyar színésznő
- november 2. – Szatmári Csaba, magyar labdarúgó
- november 2. – Samir Barač, horvát vízilabdázó
- november 5. – Gillányi Zsolt kenus
- november 13. – Jordan Bridges, amerikai színész
- november 21. – Fehér Adrienn EMeRTon-díjas magyar színésznő, énekesnő
- november 26. – Csehy Zoltán költő, műfordító, irodalomtörténész, kritikus
- november 26. – Elisa Casanova, olasz vízilabdázó
- november 29. - Ryan Giggs, walesi labdarúgó
- november 30. – Antal Nimród, magyar filmrendező
- december 2. – Szeles Mónika magyar származású jugoszláv, majd amerikai, 2007 tavaszától magyar állampolgárságú teniszező
- december 3. – Holly Marie Combs, amerikai színész
- december 4. – Tyra Banks amerikai szupermodell
- december 5. – Sorin Grindeanu román informatikus, szociáldemokrata párti politikus, hírközlési miniszter
- december 10. – Gabriela Spanic, venezuelai színésznő
- december 11. – Preisinger Sándor magyar labdarúgó
- december 17. – Paula Radcliffe, angol atléta (maratonfutó)
- december 25. – Christina Chiuso, olasz úszó
- december 30. – Jason Behr, amerikai színész

## Halálozások
- január 29. – Krúdy Ferenc magyar agrárpolitikus, főispán, országgyűlési képviselő, az országgyűlés alelnöke (1943–1944) (* 1883)
- január 31. – Edith Anne Robertson skót költő  (* 1883)
- február 20. – Szigeti József, hegedűművész (* 1892)
- február 25. – Friss Antal, gordonkaművész (* 1897)
- március 6. – Pearl S. Buck, író (* 1892)
- március 11. – Vlagyimir Fjodorovics Vavilov orosz gitár- és lantművész, zeneszerző (* 1925)
- április 6. – Pais Dezső nyelvész, akadémikus (* 1886)
- április 7. – Taróczy Nándor magyar katonatiszt, hírszerző (* 1874)
- április 8. – Pablo Picasso, festőművész (* 1881)
- április 25. – Frank Jack Fletcher amerikai admirális (* 1885)
- május 25. – Ubrizsy Gábor növénypatológus, mikológus, az MTA tagja (* 1919)
- június 20. – Keleti Márton, filmrendező (* 1905)
- július 10. – Schandl József, mezőgazdász, állatorvos, egyetemi tanár, MTA-tag (* 1885)
- július 13. – Mészáros Károly gépészmérnök, közlekedési miniszterhelyettes, MÁV-vezérigazgató (* 1921)
- július 20. – Bruce Lee, harcművész, színész (* 1940)
- augusztus 11. – boldogfai Farkas Dénes magyar mezőgazdász, politikus, országgyűlési képviselő (* 1884)
- augusztus 31. – John Ford, filmrendező (* 1894)
- augusztus 31. – Tek Pista, szlovén mesemondó (* 1900)
- szeptember 1. – Demjén Attila, Munkácsy-díjas festő (* 1926)
- szeptember 2. – J. R. R. Tolkien, író (* 1892)
- szeptember 11. – Salvador Allende, Chile elnöke (* 1908)
- szeptember 20. – Gömöri Pál Kossuth-díjas orvos, belgyógyász, az MTA tagja (* 1905)
- szeptember 23. – Pablo Neruda, chilei költő (* 1904)
- október 2. – Paavo Nurmi, finn atléta (* 1897)
- október 6. – Fábián Dezső, olimpiai bajnok vízilabdázó (* 1918)
- október 6. – François Cevert, korábbi francia Formula–1-es versenyző (* 1944)
- október 7. – Fodor József, költő, író, műfordító (* 1898)
- október 17. – Ingeborg Bachmann osztrák költő (* 1926)
- október 22. – Pablo Casals, katalán gordonkaművész és karmester (* 1876)
- november 9. – Almásy Imre, főként a két világháború közt aktív, majd emigrációba vonult magyar politikus, országgyűlési képviselő (* 1896)
- november 24. – Nyikolaj Iljics Kamov, szovjet repülőgéptervező (* 1902)
- október 24. – Tolnay Dezső vezérőrnagy, a Honvéd Térképészeti Intézet, majd a HM Térképész Csoport parancsnoka (* 1891)[24]
- november 26. – John Rostill, brit zenész, (basszus)gitáros, a Shadows tagja (* 1942)
- december 1. – Dávid Ben-Gúrión, Izrael első miniszterelnöke (* 1886)
- december 16. – Károlyi Viktor magyar földbirtokos, országgyűlési képviselő (* 1902)
- december 17. - Charles Greeley Abbot, amerikai csillagász (* 1872)
- december 19. – Kardos Tibor irodalomtörténész, filológus, az MTA tagja, a magyarországi reneszánsz és humanizmus kutatója (* 1908)
- december 25. – İsmet İnönü török katona, államférfi és Törökország második elnöke (* 1884)

## Nobel-díjak
| Fizikai            | Leo Esaki, Ivar Giaever, Brian David Josephson     |
| Kémiai             | Ernst Otto Fischer, Geoffrey Wilkinson             |
| Orvosi-fiziológiai | Karl von Frisch, Konrad Lorenz, Nikolaas Tinbergen |
| Irodalmi           | Patrick White                                      |
| Béke               | Henry Kissinger, Le Duc Tho                        |
| Közgazdasági       | Wassily Leontief                                   |